# Palma Violets
I Palma Violets sono un gruppo musicale rock britannico formatosi nel 2011 dalla parternship musicale dei due frontman Sam Fryer e Alexander "Chilli" Jesson.

## Storia del gruppo
I Palma Violets nascono nel 2010 dall'incontro dei quattro compagni di scuola Sam Fryer, Alexander Jesson, Peter Mayhew e William Doyle. Dopo circa un anno in cui si delineò l'attuabilità del progetto i quattro ragazzi di Lambeth cominciano a provare nello Studio 180, una casa progettata proprio a quello scopo, dove erano circondati da persone che la pensavano come loro riguardo alla mancanza di significative emozioni nella produzione musicale di quegli anni. Da quel centro di creatività proveniva un brusìo che allertò i principali A&R delle major alla ricerca di talenti. Dopo qualche tempo e ricerca firmarono un contratto discografico con la Rough Trade. Il 30 agosto dell'anno successivo esce il loro primo singolo Best of Friends nominato NME track of the year.
Il 10 gennaio 2013 il loro singolo "Step Up For The Cool Cats" viene trasmesso da BBC Radio 1 e viene scelto come Zane Lowe's Hottest Record in the World e aggiunto su iTunes il 14 gennaio.
Il 25 febbraio 2013 esce per la Rough Trade il loro primo album 180 prodotto da Steve Mackey bassista dei PULP. Due anni di tour tra Europa e America, segnano il successo della band che partecipa a diversi festival e interviste in radio nazionali.
Dopo due anni di tour in cui hanno suonato la loro musica e descritto il loro suono, tornarono in studio nel 2015 per registrare il loro album Danger in the Club uscito per la Rough Trade il 4 maggio dello stesso anno.
Nel 2018 si separano formando due band. Sam Fryer e gli altri membri formano i "Gently Tender" mentre Alexander "Chilli" Jesson forma i " Crewel Intentions". Entrambi pubblicano due singoli a testa nel 2018. Nel 2019 i Gently Tender pubblicano altri due singoli.

## Formazione
- Samuel Thomas Fryer - voce, chitarra
- Alexander "Chilli" Jesson - voce, basso
- Jeffrey Peter Mayhew - tastiere
- William Martin Doyle - batteria

## Discografia

### Album in studio
- 2013 - 180
- 2015 - Danger in the Club

### EP
- 2013 - Invasion of the Tribbles